# Communauté de communes Coteaux et Vallées des Luys
Die Communauté de communes Coteaux et Vallées des Luys ist ein französischer Gemeindeverband mit der Rechtsform einer Communauté de communes im Département Landes in der Region Nouvelle-Aquitaine. Sie wurde am 10. September 2005 gegründet und umfasst 16 Gemeinden. Der Verwaltungssitz befindet sich im Ort Amou.

## Mitgliedsgemeinden
| Gemeinde                                           | Einwohner 1. Januar 2022 | Fläche km² | Dichte Einw./km² | Code INSEE | Postleitzahl |
| -------------------------------------------------- | ------------------------ | ---------- | ---------------- | ---------- | ------------ |
| Amou                                               | 1.555                    | 27,25      | 57               | 40002      | 40330        |
| Argelos                                            | 162                      | 6,44       | 25               | 40007      | 40700        |
| Arsague                                            | 342                      | 7,18       | 48               | 40011      | 40330        |
| Bassercles                                         | 154                      | 6,59       | 23               | 40027      | 40700        |
| Bastennes                                          | 244                      | 7,29       | 33               | 40028      | 40360        |
| Beyries                                            | 123                      | 4,29       | 29               | 40041      | 40700        |
| Bonnegarde                                         | 255                      | 9,67       | 26               | 40047      | 40330        |
| Brassempouy                                        | 273                      | 10,72      | 25               | 40054      | 40330        |
| Castaignos-Souslens                                | 424                      | 7,45       | 57               | 40069      | 40700        |
| Castel-Sarrazin                                    | 576                      | 12,01      | 48               | 40074      | 40330        |
| Castelnau-Chalosse                                 | 595                      | 10,66      | 56               | 40071      | 40360        |
| Donzacq                                            | 454                      | 11,70      | 39               | 40090      | 40360        |
| Gaujacq                                            | 436                      | 16,14      | 27               | 40109      | 40330        |
| Marpaps                                            | 133                      | 6,84       | 19               | 40173      | 40330        |
| Nassiet                                            | 316                      | 11,77      | 27               | 40203      | 40330        |
| Pomarez                                            | 1.605                    | 30,57      | 53               | 40228      | 40360        |
| Communauté de communes Coteaux et Vallées des Luys | 7.647                    | 186,57     | 41               | –          | –            |